# Johann Anton Schmidt
Johann Anton Schmidt (* 6. Mai 1823 in Hamburg; † 21. Januar 1905 in Elberfeld) war ein deutscher Botaniker. Sein offizielles botanisches Autorenkürzel lautet „J.A.Schmidt“.   

## Leben
Schmidt stammte aus einer wohlhabenden Hamburger Kaufmannsfamilie, machte auf Wunsch der Familie eine Lehre als Gärtner und im Samenhandel und studierte Botanik ab 1848 an der Universität Heidelberg (bei Gottlieb Wilhelm Bischoff) und ab 1849 an der Universität Göttingen (bei August Grisebach und Friedrich Gottlieb Bartling), an der er 1850 promoviert wurde mit einer Dissertation über die Ursachen der Pflanzenverbreitung. 1851 war er auf Sammelreise zu den Kapverdischen Inseln und beschrieb in seiner Habilitation in Heidelberg die dortigen Pflanzen (Flora der Kapverden). 
Ab 1852 war er Privatdozent in Heidelberg und befasste sich mit der dortigen regionalen Flora. Außerdem lieferte er Beiträge zum Beispiel über  Lippenblütler und Braunwurzgewächse für die Flora Brasiliensis von Carl Friedrich Philipp von Martius. Auch 1852 wurde er zum Mitglied der Leopoldina gewählt. Nach dem Tod von Gottlieb Wilhelm Bischoff wurde er 1854 außerordentlicher Professor in Heidelberg und leitete provisorisch den Botanischen Garten. Er erhoffte sich eine Ernennung zum ordentlichen Professor als Nachfolger von Bischoff und Direktor des Botanischen Gartens, wurde aber 1863 zu Gunsten von Wilhelm Hofmeister übergangen (man wollte keinen Systematiker). Darauf kündigte er und ging als  Privatgelehrter zurück nach Hamburg.  1902 erlitt er einen Schlaganfall und nach dem Tod seiner Frau 1904 zog er zu seiner Tochter nach Elberfeld.
Sein Herbarium ist in Hamburg (Herbarium Hamburgense, HBG), seine Bibliothek ging nach Kiel.

## Ehrungen
Ihm zu Ehren sind die Pflanzengattungen Antoschmidtia Steud. und Schmidtia Steud. ex J. A. Schmidt aus der Familie der Süßgräser (Poaceae) benannt.

## Schriften
- Beiträge zur Flora der Kapverdischen Inseln, Heidelberg 1852
- Flora von Heidelberg, Heidelberg 1857